# Варполє
Варполє (словен. Varpolje) — поселення в общині Речиця-об-Савиньї, Савинський регіон, Словенія.